# Дюсембинов, Султан Мырзабекович
Султан Мырзабекович Дюсембинов (каз. Сұлтан Мырзабекұлы Дүйсембінов; род. 18 апреля 1959, Бостан) — казахстанский государственный деятель. Депутат Сената парламента Казахстана (с 2020 года). Являлся президентом Федерации бильярдного спорта Алматинской области.

## Биография
Родился 18 апреля 1959 года в селе Бостан Гвардейского района Талды-Курганской области. Казах по национальности. Отец — Мырзабек — ветеринар, мать — Кульзипа — учитель.
Окончил Алматинский архитектурно-строительный институт (1980) по специальности «инженер-строитель», Казахский государственный экономический университет (1992) по специальности «экономист» и Жетысуский государственный университет имени Ильяса Жансугурова (2019) по специальности «юрист».
Начал трудовую деятельность в 1980 году мастером 25-го треста «Казколхозспецстроя», где затем стал прорабом. С 1982 по 1991 год работал на межрайбазе Талдыкорганского облпотребсоюза. В 1991 году назначен директором многоотраслевого торгово-строительного предприятия «Каблан». С 1995 по 1998 год — заместитель директора фонда ФОРЭС (Фонд областного регулирования экономического согласия при Талдыкорганской областной администрации).

### Политическая деятельность
В 1998 году Дюсембинов назначен заместителем акима Талдыкорганского района Алматинской области. Спустя год он был переведён на должность первого заместителя акима Ескельдинского района Алматинской области.
С 2001 по 2011 год — аким Ескельдинского района, а с 2011 по 2015 год — аким Каратальского района.
27 января 2015 года назначен руководителем аппарата акима Алматинской области. С 2017 по 2020 год являлся секретарём маслихата Алматинской области.
В 2020 году был избран депутатом Сената Парламента Казахстан от Алматинской области.

## Личная жизнь
Женат, воспитывает троих детей.

## Награды и звания
- Орден «Курмет» (2008)[4]
- Орден «Парасат» (2015)[4]
- Медаль «10 лет Астане»[4]
- Медаль «10 лет Конституции Республики Казахстан»[4]
- Медаль «20 лет Конституции Республики Казахстан»[4]
- Медаль «20 лет независимости Республики Казахстан»[4]
- Медаль «20 лет Ассамблей Республики Казахстан»[4]
- Нагрудный знак «Үздік мемлекеттік қызметші»[4]